# Yuezhi

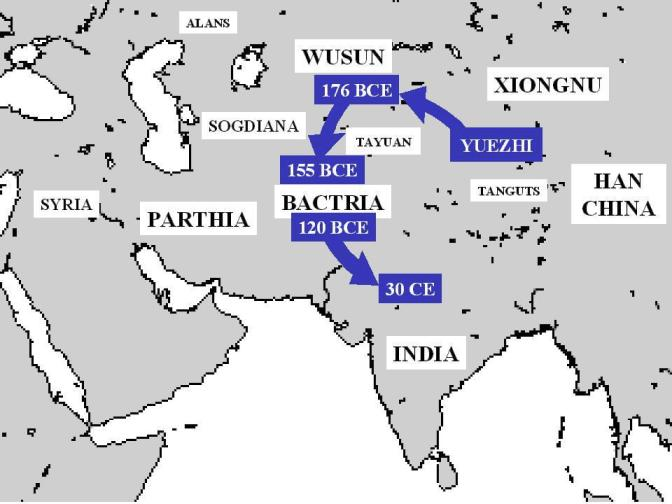
Migrazioni degli Yuezhi

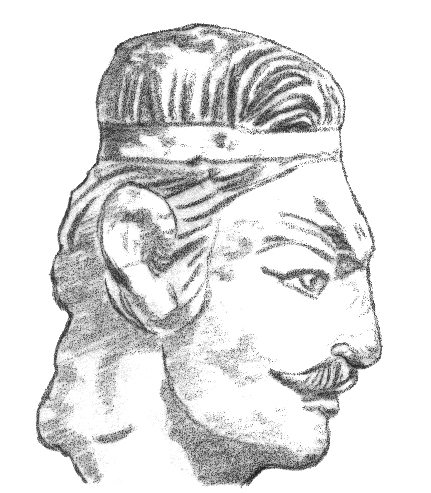
Ritratto di testa di un principe Yuezhi da Khalchayan, Uzbekistan

Gli Yuezhi (cinese: 月氏 o 月支S, YuèzhīP, "Stirpe della Luna") o Dà Yuèzhī (大月氏 o 大月支S, "Grande Stirpe della Luna") furono un'antica popolazione dell'Asia centrale. L'opinione dominante degli studiosi è che fossero Indoeuropei, e potrebbe trattarsi del popolo noto come Tocari (in greco: Τοχάριοι, Tokharioi) nelle fonti classiche, o di un popolo affine. Il loro impero nomade fu il più vasto del suo tempo, ricoprendo 5,7 milioni di kmq all'apice.
Gli Yuezhi vivevano come pastori nomadi in un'area di prateria arida nella parte occidentale dell'odierna provincia cinese del Gansu, durante il I millennio a.C. Dopo una grave sconfitta per mano degli Xiongnu nel 176 a.C., gli Yuezhi si divisero in due gruppi che migrarono in direzioni diverse: gli Yuezhi Maggiori (Dà Yuèzhī 大月氏) e gli Yuezhi Minori (Xiǎo Yuèzhī 小月氏). Questo diede il via ad un effetto domino che si irradiò in tutte le direzioni e che segnò il corso della storia dell'Asia centrale nei secoli seguenti. I Grandi Yuezhi inizialmente migrarono a nord-ovest nella Valle dell'Ili (ai confini moderni della Cina e del Kazakistan), da dove avrebbero scacciato parti dei Saci. Scacciati dalla Valle dell'Ili dai Wusun, migrarono a sud verso la Sogdiana e in seguito si stabilirono in Battriana. Di conseguenza, i Grandi Yuezhi sono stati spesso identificati con i popoli citati nelle fonti europee classiche come invasori del Regno greco-battriano, come i Tókharioi (greco Τοχάριοι; sanscrito Tukhāra) e gli Asii (o Asioi).
Nel 138 a.C. l'imperatore Wudi della dinastia Han (conosciuto anche come Liu Che, regno 141-87 a.C.), sotto il niánhào di Jian Yuan, inviò un funzionario di nome Zhang Qian con cento uomini alla ricerca del popolo degli Yuezhi al fine di stipulare un'alleanza militare contro gli Xiongnu. Dopo un peregrinare alla loro ricerca durato dodici anni, di cui molti trascorsi come prigioniero degli Xiongnu, Zhang Qian raggiunse il popolo indoeuropeo il quale tuttavia si rifiutò di tornare nei territori di origine.
Nel corso del I secolo a.C., una delle cinque principali tribù dei Grandi Yuezhi in Battriana, i Kushana (cinese: 貴霜; pinyin: Guìshuāng), iniziò a sottomettere le tribù e i popoli vicini. Il successivo impero Kushan, al suo apice nel III secolo d.C., si estendeva da Turfan, nel bacino del Tarim, a nord, fino a Pataliputra, nella pianura gangetica dell'India, a sud. I Kushana svolsero un ruolo importante nello sviluppo del commercio sulla Via della Seta e nell'introduzione del buddismo in Cina.
Gli Yuezhi minori migrarono verso sud, ai margini dell'altopiano tibetano. Si dice che alcuni si siano stabiliti tra i Qiang nel Qinghai e che siano stati coinvolti nella ribellione della provincia di Liang (184-221 d.C.) contro la dinastia Han orientale. Un altro gruppo di Yuezhi avrebbe fondato la città-stato di Cumuḍa (oggi nota come Kumul) nel Tarim orientale. Un quarto gruppo di Yuezhi minori potrebbe essere entrato a far parte del popolo Jie dello Shanxi, che fondò lo Stato Zhao più tardo del IV secolo d.C. (anche se ciò rimane controverso).
Molti studiosi ritengono che gli Yuezhi fossero un popolo indoeuropeo. Sebbene alcuni studiosi li abbiano associati a manufatti di culture estinte nel bacino del Tarim, come le mummie del Tarim e i testi che registrano le lingue tocariane, le prove di un tale legame sono puramente circostanziali.
Tra i re di questa popolazione uno dei più antichi tra quelli ricordati è Agesiles.

## Le origini
La prima testimonianza del popolo Yuezhi risale al 645 a.C. per opera del politico e letterato cinese Guan Zhong che nel suo Kuan-tzu (lett. Scritti del Maestro Guan), 
fa menzione di un popolo Yuzhi (禺氏) o Nihzhi (牛氏), un popolo del nord-ovest, esportatore di giada, estratta dalle montagne di Yuzhi nella provincia di Gansu. Il commercio della giada dal Bacino del Tarim è documentato sin dall'antichità, anche con il supporto di specifici ritrovamenti archeologici.
Secondo il sinologo sovietico Yury Zuev, intorno al III secolo a.C. una delle regnanti della immensa confederazione Yuezhi conquistò le terre dei Tocari presso le sorgenti del Fiume Giallo. Sempre secondo Zuev le cronache cinesi dell'epoca si riferiscono al popolo di questa sovrana come i Yuezhi Maggiori (Da Yuezhi), in contrapposizione agli Yuezhi Minori (Xiao Yuezhi) con cui indicava il popolo Tocari. Le due popolazioni venivano poi considerate un tutt'uno con il nome appunto di Yuezhi. Il monaco buddhista del V secolo Kumārajīva, letterato e traduttore, fece uso del termine Yuezhi per indicare il termine Tochar, che usualmente indicava il popolo Tocari.
Intorno alla metà del II secolo a.C. il popolo Yuezhi conquistò la regione della Battria, e ciò è provato dal fatto che gli storici greci individuano nel popolo degli Asii e dei Tocari i nuovi conquistatori della Battria. Da quel momento nelle cronache cinesi la regione della Battria venne chiamata la terra dei Da xia o Tocaristan.
Il popolo Yuezhi è anche ampiamente documentato nelle cronache cinesi Shiji (Memorie Storiche) dello storico Sima Qian, risalente al II - I secolo a.C.
Nello Shi Ji si narra che:
Tuttavia alcuni recenti studi hanno identificato la terra d'origine degli Yuezhi non nei luoghi citati dalle cronache cinesi e situate nella regione di Gansu, bensì nella catena montuosa di Tian Shan e non molto distante dalla città-oasi di Turfan, circa 1.000 kilometri più a ovest. Secondo questa ipotesi la città di Dunhuang viene identificata con la città di Dunhong citata nel ciclo mitologico di Shan Hai Jing.
Esiste anche l'ipotesi che gli Yuezhi siano stati un popolo europeoide, in base ai tratti somatici dei loro sovrani così come sono stilizzati nelle loro monete, coniate dopo il loro esodo in Transoxiana intorno al II secolo a.C., e soprattutto in quelle coniate in India durante il periodo dell'Impero Kusana, tra il I e il III secolo della nostra era. Tuttavia, poiché non esistono testimonianze dirette (tranne le poche tracce nelle cronache cinesi) sui veri nomi di questi sovrani Yuezhi, esistono molti dubbi sulla attendibilità di queste monete.
Diverse fonti storiche in lingua cinese, tuttavia, fanno cenno all'esistenza di un "popolo bianco dai lunghi capelli" (il popolo Bai di cui parla il testo mitologico Shan Hai Jing), che viveva oltre i confini nord-occidentali della Cina. Esiste poi la testimonianza delle Mummie di Tarim, una serie di mummie in ottimo stato di conservazione di individui di indubbie fattezze europee scoperte nella regione del Bacino del Tarim, nei pressi dell'antica oasi di Niya, lungo la celebre Via della seta. Esposte nel museo di Ürümqi, esse presentano capigliature bionde o rossicce, e risalgono al III secolo a.C. e sono state rinvenute approssimativamente nella stessa regione di provenienza del popolo Yuezhi.
La lingua tocaria di matrice indoeuropea ha inoltre la stessa provenienza geografica, e sebbene la prima prova epigrafica risalga solamente al VI secolo la scarsa differenziazione tra il Tocario A e il Tocario B e la totale assenza di resti di questa lingua al di fuori della sua regione di origine tendono ad indicare l'esistenza di un comune linguaggio tocario nella regione originaria degli Yuezhi intorno alla metà del I millennio a.C.
Secondo una particolare teoria, gli Yuezhi facevano parte di una più vasta ondata migratoria di popoli di lingua indo-europea originari della parte orientale dell'Asia Centrale; secondo questa teoria anche la cultura Ordos, di natura nomade e situata nella Cina settentrionale a est degli Yuezhi, sarebbe un esempio di questa stessa ondata migratoria.
Occorre poi tenere presente, nell'ottica di questo discorso sull'origine degli Yuezhi, il ritrovamento delle mummie appartenenti al popolo nomade dei Pazyryk, probabilmente di origine scita, ritrovate in un sito a circa 1.500 kilometri a nord-ovest della regione d'insediamento degli Yuezhi e risalenti al III secolo a.C.
Documenti storici cinesi risalenti al periodo di regno di Qin Shi Huang, gli Yuezhi erano un popolo florido ma in continuo conflitto con i loro vicini nomadi Xiongnu.

## L'esodo
Gli Yuezhi praticavano frequentemente lo scambio di ostaggi con i loro nemici Xiongnu, ed ebbero occasione di detenere il futuro capo Modu Shanyu, figlio del loro capo tribù. Modu fu costretto a rubare un cavallo e a fuggire avventurosamente dalla sua prigionia quando, a causa di un attacco a sorpresa sferrato da suo padre contro i suoi nemici, questi ultimi decisero di ucciderlo per rappresaglia. Tornato in patria Modu uccise suo padre e divenne leader del suo popolo.
In questa veste, intorno al 177 a.C., Modu guidò una poderosa spedizione per invadere il territorio degli Yuezhi nella regione di Gansu, ottenendo importanti successi militari. Fu così che si vantò con l'imperatore cinese Han che "grazie al valore in combattimento dei suoi uomini e alla forza dei suoi cavalli, era riuscito a scacciare gli Yuezhi dalle loro terre, massacrando o costringendo alla sottomissione gran parte delle loro tribù". Il figlio di Modu, Jizhu, riuscì a sua volta ad uccidere il sovrano Yuezhi e, secondo le leggi delle tribù nomadi, ricavò un boccale dal teschio del suo nemico.
Secondo fonti della tradizione storica cinese, da allora la maggior parte del popolo Yuezhi fu sottomesso al dominio degli Xiongnu, e potrebbe essere questo popolo sconfitto il precursore di quel popolo di lingua tocaria di cui si ha testimonianza intorno al VI secolo. Tuttavia una piccola parte delle tribù Yuezhi sarebbe sfuggita al dominio Xiongnu rifugiandosi in territorio Qiang, diventando così quella popolazione che la storiografia cinese indica con il nome di Yuezhi minori.
In realtà una vasta porzione del popolo Yuezhi riuscì a migrare dalla regione di origine verso nord-ovest, insediandosi prima nella valle del fiume Ili subito a nord della catena montuosa dei Tian Shan, dove incapparono con il popolo dei Sai (ovvero i Saci).
Secondo il classico della storiografia cinese, Han Shu:
Fu così che a sua volta il popolo Sai fu costretto a migrare fino a raggiungere la regione del Kashmir, dopo avere attraversato probabilmente il passo montano del Khunjerab fra l'attuale provincia di Xinjiang e il Pakistan settentrionale, e diedero vita ad un regno Indo-Scita nell'India settentrionale.
Dopo il 155 a.C. la popolazione nomade dei Wusun, nemica degli Yuezhi, si alleò con gli Xiongnu, per scacciare gli antichi nemici ancora più a sud. Fu così che il popolo Yuezhi fu costretto a un nuovo esodo verso le terre della civiltà Dayuan o Ta-Yuan, nella Valle di Fergana, insediandosi lungo la riva settentrionale dell'Osso, nella regione di Transoxiana, fra l'odierno Tagikistan e l'Uzbekistan, poco a nord del regno ellenistico greco-battriano. La tradizione vuole che la città greca di Alessandria sull'Osso sia stata rasa al suolo dagli Yuezhi durante la loro invasione intorno al 145 a.C.

## Gli Yuezhi in Transoxiana
Durante la loro permanenza in Transoxiana, gli Yuezhi ricevettero l'ambasciata cinese guidata dell'inviato imperiale Zhang Qian, il quale era in cerca di una alleanza con il popolo Yuezhi contro la minaccia rappresentata dagli Xiongnu lungo i confini settentrionali dell'impero. Sebbene la missione diplomatica si rivelasse un insuccesso e l'alleanza non venisse stretta, tuttavia l'inviato imperiale ebbe tempo per studiare a fondo la cultura del popolo Yuezhi, del quale fece un dettagliato resoconto nel suo scritto Shiji, considerato un documento fondamentale per la conoscenza della situazione dell'Asia Centrale in questa epoca storica.
Zhang Qian trascorse circa un anno ospite degli Yuezhi e fece diverse escursioni in Battria. Nel suo scritto ci rivela che:
Nonostante gli Yuezhi rimanessero lungo il versante settentrionale dell'Osso, tuttavia ottennero il dominio del regno greco-battriano lungo il versante meridionale del fiume.
Organizzati in cinque tribù principali, ognuna di esse era guidata da un capo tribù detto yabgu.
Sempre grazie alla testimonianza scritta di Zhang Qian, abbiamo anche una descrizione del regno greco-battriano dopo la conquista da parte degli Yuezhi. Scrive il diplomatico cinese:

## Invasione della Battriana
Nel 124 a.C. gli Yuezhi furono impegnati in un conflitto con i Parti, nel quale venne ferito e ucciso il sovrano Artabano I di Partia. Subito dopo questo conflitto, forse per le continue incursioni dei loro nemici da nord, o forse per le rinnovate ostilità dei Parti per volere del successore di Artabano, Mitridate II di Partia, i Yuezhi si spostarono a sud verso la Battriana. Questa regione era stata conquistata intorno al 330 a.C. dalle truppe di Alessandro Magno, che vi fondò un regno ellenico continuato dopo la sua morte dalla dinastia seleucide, all'estinguersi della quale sorse il regno greco-battriano.
L'evento dell'invasione degli Yuezhi della Battriana è annoverato anche dalla tradizione storiografica greca, come in Strabone, che li definisce una tribù scita, responsabile, insieme agli "Asii", ai "Pasiani" e ai "Sacarauli", della distruzione del regno greco-battriano intorno alla metà del II secolo a.C.
Gli Yuezhi fondarono infine l'Impero Kusana, molto esteso e importante per quanto riguarda la diffusione del Buddhismo Mahāyāna dall'India alla Cina. L'impero Kusana durerà fino alla metà del III secolo d.C., anno in cui sarà annientato dai sasanidi.